# Ernst von Reichenau (Publizist)
Ernst-Leuchtmar Friedrich Eduard Karl Wilhelm von Reichenau  (* 23. Mai 1893 in Charlottenburg bei Berlin; † 27. Juli 1966 in Hermeskeil) war ein deutscher Publizist, Herausgeber und Schriftsteller.

## Leben und Tätigkeit
Ernst von Reichenau war der jüngste von drei Söhnen des preußischen Generals Ernst von Reichenau (1841–1919) und seiner Frau Elisabeth, geborene Greve (* 1853). Sein älterer Bruder war der Generalfeldmarschall Walter von Reichenau.

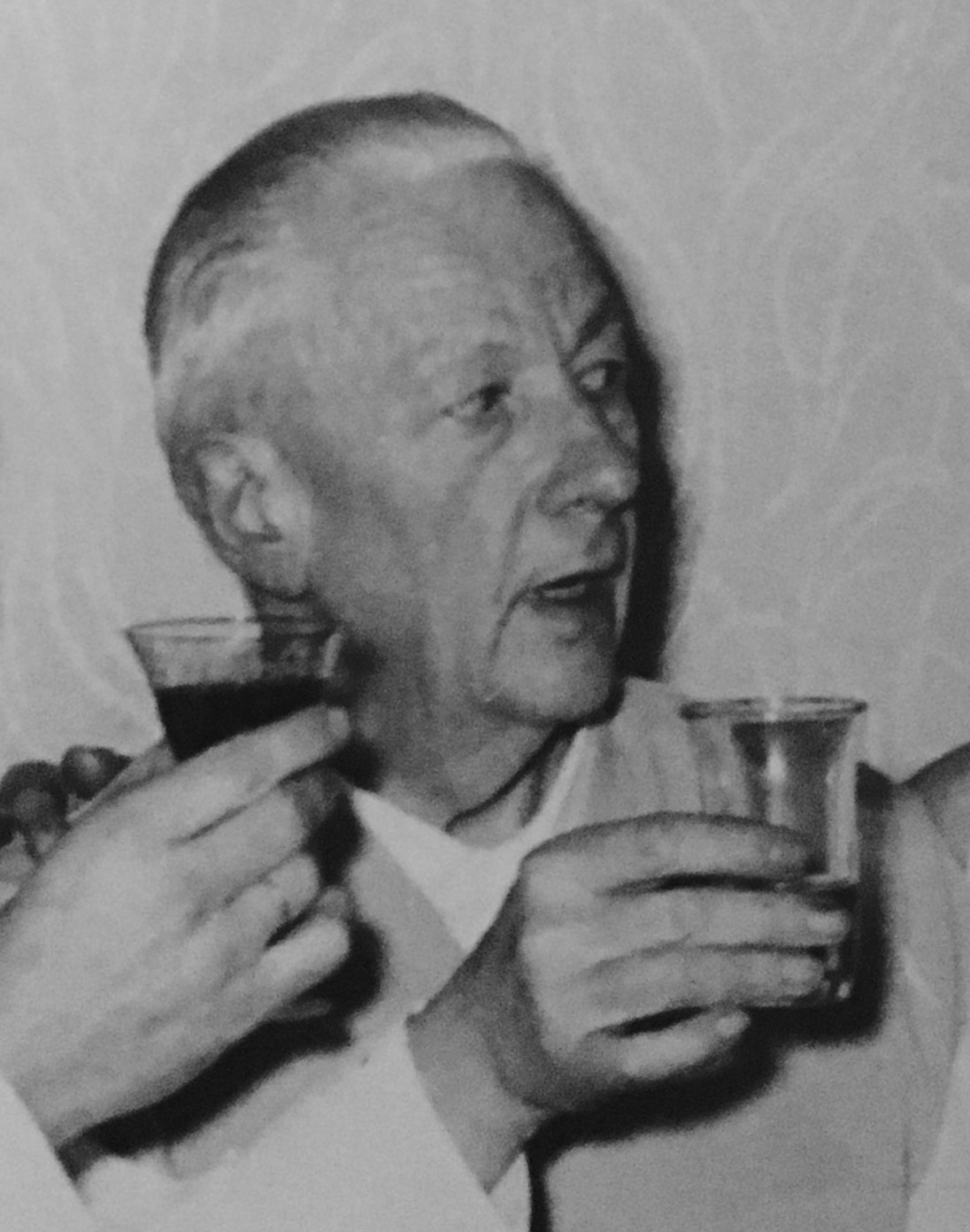
Ernst Leuchtmar Karl Friedrich Wilhelm von Reichenau, Aufnahme ca. 1960

Wie sein älterer Bruder schlug Reichenau die Militärlaufbahn ein und nahm am Ersten Weltkrieg teil. Anschließend lebte er einige Jahre in Paris, wobei über seine Betätigung während dieser Zeit nur wenig bekannt ist.
Nach der Bildung einer deutsch-chinesischen Handelsgesellschaft (HARPO) in Kanton, die unter dem Einfluss der deutschen Armee stand, erhielt Reichenau in dieser auf Vermittlung seines Bruders eine Anstellung. Aufgabe der Handelsgesellschaft war die Organisation der Einfuhr von deutschen Maschinen für den Bau von Rüstungswerken nach China. Seit 1927 hielt er sich mit kurzen Unterbrechungen im Fernen Osten auf. Diese Tätigkeit endete mit dem japanischen Einmarsch in Kanton. Über seinen Aufenthaltsort in den folgenden Jahren liegen laut dem Internationalen Biographischen Archiv keine Angaben vor. Reichenau bezeichnete sich später als Berater der chinesischen Nationalsozialisten während eines Zeitraums von zwanzig Jahren. Von ihm lancierte Behauptungen, sogar auf militärischem Gebiet als Berater für die Kuomintang tätig gewesen zu sein, wurden in den 1950er Jahren widerlegt.
Zum Teil wurden später Vorwürfe laut, dass Reichenau mit den chinesischen Kommunisten zusammenarbeitete. Sein Bruder, der Generalfeldmarschall Reichenau, brach spätestens in den 1930er Jahren jeden Kontakt zu ihm ab und erklärte auf eine Aufforderung der deutschen diplomatischen Vertretung in Kanton, für die Heimreise seines Bruders aus Kanton, wo er ein Störfaktor sei, Sorge zu tragen, dass er keinen Bruder habe.
Nach dem Zweiten Weltkrieg arbeitete Reichenau in der amerikanischen Behörde zur Überprüfung der Deutschen in China mit.
Um 1950 kehrte Reichenau nach Deutschland zurück, wo er Herausgeber der kurzlebigen nationalistisch ausgerichteten Zeitschrift Militärpolitisches Forum wurde. Die Zeitschrift trat hauptsächlich durch ihre scharfen Angriffe gegen die Westintegration der Bundesrepublik hervor. Reichenau musste sich nach Vorwürfen, dass er finanzielle Mittel von Vertretern der DDR-Regierung zur Beeinflussung seiner politischen Tätigkeit und zur Organisation derselben erhalten habe, Ende 1952 aus dieser zurückziehen. Er heiratete am 16. Februar 1956 die Hebamme Helena Emma Elgas.

## Schriften
- Die schwarze Stadt. Roman. Wigand, Berlin/Leipzig 1913.